# Alex Leavitt
Pour les articles homonymes, voir Leavitt.
Alex Leavitt (né le 31 janvier 1984 à Edmonton, dans la province de l'Alberta au Canada) est un joueur professionnel canadien de hockey sur glace.

## Carrière de joueur
Après seulement deux saisons avec les Badgers de l'Université du Wisconsin, il décida d'aller continuer sa carrière junior dans son pays natal. Il joua deux saisons dans la Ligue de hockey de l'Ouest, avant de devenir professionnel lors de la saison 2005-06.
Cette saison-là, il se joignit aux Aces de l'Alaska de l'ECHL. Il domina l'équipe au niveau des points avec un total de 91. Il aida son équipe à triompher lors des séries éliminatoires, remportant ainsi la Coupe Kelly. Grâce à cette excellente saison, il signa avec les Aeros de Houston de la Ligue américaine de hockey. Il ne parvint toutefois pas à s'imposer comme joueur régulier et fut envoyé à la filiale des Aeros dans l'ECHL, les Wildcatters du Texas. Il fut échangé un peu plus tard au Rampage de San Antonio.
En 2007-2008, il joua quatre parties avec le Rampage, jouant la majorité de la saison dans la Ligue centrale de hockey. Il évolua alors avec les Sundogs de l'Arizona avec lesquels il domina la ligue avec un impressionnant total de 128 points. Il continua son excellant travail lors des séries éliminatoires et mena encore une fois son équipe à une victoire lors de la finale. La saison suivante, il signa avec les Huskies de Cassel où il y connut une autre bonne saison.

## Statistiques
| Saison    | Équipe                               | Ligue         |    | Saison régulière | Saison régulière | Saison régulière | Saison régulière | Saison régulière |    | Séries éliminatoires | Séries éliminatoires | Séries éliminatoires | Séries éliminatoires | Séries éliminatoires |
| Saison    | Équipe                               | Ligue         | PJ | B                | A                | Pts              | Pun              | PJ               | B  | A                    | Pts                  | Pun                  |                      |                      |
| 2001-2002 | Badgers de l'Université du Wisconsin | NCAA          | 39 | 11               | 13               | 24               | 42               | -                | -  | -                    | -                    | -                    |                      |                      |
| 2002-2003 | Badgers de l'Université du Wisconsin | NCAA          | 28 | 2                | 13               | 15               | 24               | -                | -  | -                    | -                    | -                    |                      |                      |
| 2003-2004 | Broncos de Swift Current             | LHOu          | 71 | 27               | 41               | 68               | 67               | 5                | 2  | 2                    | 4                    | 8                    |                      |                      |
| 2004-2005 | Broncos de Swift Current             | LHOu          | 15 | 3                | 11               | 14               | 27               | -                | -  | -                    | -                    | -                    |                      |                      |
| 2004-2005 | Silvertips d'Everett                 | LHOu          | 49 | 13               | 35               | 48               | 43               | 11               | 6  | 5                    | 11                   | 6                    |                      |                      |
| 2005-2006 | Aces de l'Alaska                     | ECHL          | 72 | 26               | 65               | 91               | 58               | 16               | 1  | 12                   | 13                   | 28                   |                      |                      |
| 2006-2007 | Wildcatters du Texas                 | ECHL          | 30 | 10               | 14               | 24               | 30               | -                | -  | -                    | -                    | -                    |                      |                      |
| 2006-2007 | Aeros de Houston                     | LAH           | 23 | 2                | 9                | 11               | 14               | -                | -  | -                    | -                    | -                    |                      |                      |
| 2006-2007 | Rampage de San Antonio               | LAH           | 16 | 10               | 10               | 20               | 22               | -                | -  | -                    | -                    | -                    |                      |                      |
| 2007-2008 | Sundogs de l'Arizona                 | LCH           | 58 | 40               | 88               | 128              | 111              | 17               | 10 | 20                   | 30                   | 28                   |                      |                      |
| 2007-2008 | Rampage de San Antonio               | LAH           | 4  | 1                | 2                | 3                | 6                | -                | -  | -                    | -                    | -                    |                      |                      |
| 2008-2009 | Huskies de Cassel                    | DEL           | 52 | 17               | 37               | 54               | 64               | -                | -  | -                    | -                    | -                    |                      |                      |
| 2009-2010 | Huskies de Cassel                    | DEL           | 54 | 10               | 29               | 39               | 62               | -                | -  | -                    | -                    | -                    |                      |                      |
| 2010-2011 | EV Ravensbourg                       | 2. Bundesliga | 48 | 32               | 55               | 87               | 101              | 12               | 5  | 14                   | 19                   | 30                   |                      |                      |
| 2011-2012 | HPK Hämeenlinna                      | SM-liiga      | 57 | 8                | 24               | 32               | 62               | -                | -  | -                    | -                    | -                    |                      |                      |
| 2012-2013 | KHL Medveščak                        | EBEL          | 13 | 1                | 4                | 5                | 18               | -                | -  | -                    | -                    | -                    |                      |                      |
| 2012-2013 | SERC Wild Wings                      | 2. Bundesliga | 32 | 13               | 35               | 48               | 20               | 15               | 10 | 10                   | 20                   | 42                   |                      |                      |
| 2013-2014 | IK Oskarshamn                        | Allsvenskan   | 10 | 1                | 2                | 3                | 12               | -                | -  | -                    | -                    | -                    |                      |                      |
| 2013-2014 | AaB Ishockey                         | Metal ligaen  | 32 | 22               | 39               | 61               | 28               | 13               | 3  | 4                    | 7                    | 32                   |                      |                      |
| 2014-2015 | EV Ravensbourg                       | DEL2          | 44 | 19               | 30               | 49               | 38               | 4                | 2  | 1                    | 3                    | 14                   |                      |                      |
| 2015-2016 | Glasgow Clan                         | EIHL          | 58 | 23               | 50               | 73               | 40               | 2                | 0  | 2                    | 2                    | 6                    |                      |                      |
| 2015-2016 | Glasgow Clan                         | EIHL          | 52 | 24               | 45               | 69               | 57               | 2                | 1  | 0                    | 1                    | 4                    |                      |                      |

## Trophées et honneurs personnels
ECHL
- 2006 : remporte la Coupe Kelly avec les Aces de l'Alaska

Ligue centrale de hockey
- 2008 : remporte la Coupe du Président Ray Miron avec les Sundogs de l'Arizona